# Ластоногі
Ластоногі (Pinnipedia) — монофілетична група морських м'ясоїдних ссавців, яку раніше виділяли в окремий ряд, а тепер інколи за традицією виділяють у надродину або інфраряд або частіше загалом не вважають частиною формальної класифікації. Етимологія: лат. pinna — «плавець», лат. pedo — «ступня».

## Систематика та еволюція
Сучасні ластоногі включають три родини сучасних морських ссавців:
- тюленеві (Phocidae)  — тюлень-крабоїд, морський слон, морський леопард, нерпа
- вухачеві (Otariidae) — морські леви, морські котики
- моржеві (Odobenidae) — єдиний вид, морж

Родини ластоногих включають 20 родів і 33 види тварин. Викопні останки знаходять біля берегів північної частини Тихого та Атлантичного океанів. Досить популярна гіпотеза припускає, що ластоногі є дифілетичні, де моржеві й вухачеві походять від спільного предка з ведмедевими, а тюленеві (Phocidae) мають спільного предка з мустеловими. Однак, морфологічні та молекулярні дані підтверджують монофілетичність ластоногих. Ластоногі походять від ведмедеподібного предка, який жив у кінці еоцену або на початку олігоцену в північній півкулі. Молекулярні дослідження дозволяють припустити, що в кінці олігоцену ластоногі були розділені на дві клади. Припускається, що вухачево-моржева клада виникла в північній частині Тихого океану, в той час як тюленева клада — уздовж узбережжя на південно-сході США.

## Морфологічні особливості
Це морські або інколи прісноводні тварини з наступним набором спільних ознак:
- веретеноподібним тілом,
- перетвореними на плавці (ласти) п'ятипалими передніми й задніми кінцівками,
- пальці кінцівок у більшості видів забезпечені кігтями, сполучені товстою шкірою,
- направленими горизонтально назад задніми кінцівками,
- повною зубною системою (з різців, іклів і кутніх зубів),
- однією або двома парами сосків на череві,
- дворогою маткою,
- Хутровий покрив в тій чи іншій мірі зредукований.
- Добре розвинений жировий шар шкіри, що надійно захищає організм від втрати тепла.
- Вушні і носові отвори при пірнанні закриваються.
- Задні ласти під час пересування на суходолі можуть підгинатися.

## Середовище проживання
Ластоногі мешкають в морях та океанічних водах в областях з помірним і холодним кліматом Північної та Південної півкулі. Два види тюленів мешкають виключно у внутрішніх водоймах — Каспійському морі, в озерах — Байкалі, Ладозі. У субтропічних водах живе тюлень-монах звичайний. Ластоногі практично все життя проводять у воді, прекрасно плавають і пірнають. Більшість представників групи ластоногі збиваються у зграї. На берегах або льодах формують лежбища, коли виходять з води відпочити, погрітися на сонці, для линяння, для народження і вигодовування потомства. Деякі види живуть поодинці або невеликими групами. Більшість з них періодично мігрують. Деякі види осілі, наприклад, звичайний тюлень.

## Поведінка
Ці тварини розвивають велику швидкість при плаванні й пірнають на велику глибину в гонитві за здобиччю. Характеристики підводного плавання вухачевих схожі на багатьох дельфінів, рекордсмен по дайвінгу серед ластоногих, Mirounga leonina досягає глибини, щонайменше, 1500 метрів і може залишатися під поверхнею протягом 90 хвилин.
Статевозрілості особини досягають у віці трьох-шести років (у тюленів, котиків — раніше, у більших моржів — пізніше). У самиць є дворога матка, вони виношують дитинчат від 8 до 12 місяців. Ластоногі народжують одного, рідше двох дитинчат. Вигодовування дитинчати молоком з розташованих на череві однієї або двох пар сосків триває в середньому від трьох тижнів до трьох місяців, у моржів іноді до року. Тривалість життя великих тварин (нерпи, моржа) досягає 40 років.
Харчуються рибою, ракоподібними, молюсками. Здобиччю великих тварин, наприклад, морського леопарда, є великі хребетні тварини — тюлені та пінгвіни.

## Опис
Всі представники групи ластоногі відносно великі тварини. Довжина тіла становить від 130 до 650 см, а вага від 45 (Phoca hispida) до 3600 кг (Mirounga leonina). Ластоногі мають веретеноподібну обтічну форму тіла, звужену до заднього кінця. Голова невелика на короткій шиї, хвіст у вигляді короткого відростка. Морда закруглена, паща широка, на верхній губі помітні жорсткі вуса. У всіх ластоногих повна зубна система, представлена іклами, різцями і корінними зубами, число зубів: 12–24. П'ятипалі передні кінцівки перетворені в плавці (ласти), звідси назва ряду. Пальці з кігтями з'єднані щільною плавальною перетинкою. Характерна горизонтальна спрямованість назад задніх кінцівок. На суші ластоногі пересуваються незграбно, спираючись на передні ласти і відштовхуючись задніми кінцівками, при цьому тіло вигинається дугою. У воді ластоногі рухаються більш впевнено, можуть перебувати там досить довго, затримуючи дихання. Додаткове забезпечення тканин киснем при тривалому глибоководному зануренні забезпечується, завдяки підвищеній концентрації дихального пігменту (міоглобіну) в м'язах, низької чутливості дихального центру головного мозку до накопиченого вуглекислого газу, уповільнення кровообігу.
Тіло більшості тварин покрито короткою блискучою рідкісною шерстю. Причому у деяких видів шкіра практично гола, а в інших шерсть густіша. Колір волосяного покриву у більшості тварин жовтий або сірувато-жовтий. У всіх цих тварин прекрасно розвинена жирова тканина під товстою шкірою, що охороняє їх від втрати тепла при тривалому знаходженні в холодній воді. Це теплокровні тварини, температура їх тіла постійна 36-37 градусів.
У тварин групи ластоногі добре розвинені органи чуттів, які пристосовані до тривалого знаходження у воді. Так, в процесі занурення у воду щілиноподібні ніздрі закриваються клапанами. Округлі очі мають мигальну перетинку. У більшості видів немає зовнішньої вушної раковини, але чують ці тварини дуже добре. Деякі види здатні до ехолокації. Головний мозок добре розвинений, півкулі мають безліч звивин.
Ластоногі — промислові тварини, яких цінують за хутро (наприклад, тюлені, особливо новонароджені з білим густим хутром, котики, нерпи). Людина також використовує їхнє м'ясо та жир. Масивні ікла верхньої щелепи моржів народи Півночі використовують для виготовлення декоративних виробів. Чисельність деяких видів останнім часом різко скоротилася, ці тварини потребують охорони.